# جامعة سانت بونافنتورا
جامعة سانت بونافنتورا هي جامعة فرنسيسكانية خاصة في أليجاني نيويورك. لديها 2381 طالبًا جامعيًا وطلاب دراسات عليا. أسس الإخوة الفرنسيسكان الجامعة عام 1858. في ألعاب القوى تلعب سانت بونافنتورا بوني الرياضة القسم الأول من الرابطة الوطنية لألعاب القوى الجماعية في مؤتمر أتلانتيك 10. غالبًا ما يشير الطلاب والخريجون إلى الجامعة باسم بوناس المشتق من اسم المدرسة.

## تاريخ
تأسَّست الكلية على يد أوتيكا نيويورك الممول نيكولاس ديفيروكس  وهو من أوائل من حصلوا على منح الأراضي في مقاطعة كاتاروجوس التي تم مسحها حديثًا من شركة هولندا لاند. أسس ديفورو بلدة أليجاني على المنحة على أمل بناء مدينة جديدة. اقترب ديفيروكس من جون تيمون، أسقف بوفالو، للحصول على المساعدة. دعا الاثنان الرهبان الفرنسيسكان إلى غرب نيويورك  ووصلت مجموعة صغيرة بقيادة بامفيلو دا ماجليانو عام 1855. تخرجت المدرسة على دفعتها الأولى عام 1858. منحت ولاية نيويورك كلية سانت بونافنتورا مكانة جامعية في عام 1950. تم تسمية أكبر قاعة إقامة في الحرم الجامعي ديفرو هال باسم المؤسس.

### العلاقة الفرنسيسكانية
سميت الجامعة بهذا الاسم نسبة إلى بونافنتورا (1221-1274) الذي ولد جون في فيدينزا والذي أصبح كاردينالًا ودكتورًا في الكنيسة. عالم لاهوت ومعاصر لتوما الأكويني في جامعة باريس أصبح رئيسًا للرهبنة الفرنسيسكانية. تم تدوين بونافنتورا في عام 1482 من قبل سيكستوس الرابع. ينتمي الرهبان الفرنسيسكان في دير القديس بونافنتورا إلى مقاطعة الاسم المقدس وهم أعضاء في رهبانية الإخوة الأصاغر، إحدى رهبان الفرنسيسكان. الجامعة هي أيضًا موطن لمعهد الفرنسيسكان. أسسها توماس بلاسمان عام 1939 ثم رئيسًا لكلية سانت بونافنتورا ويقودها مديرها الأول فيلوثيوس بونر.

## حرم الجامعة
يقع الحرم الجامعي على 500 أكر (2.0 كـم2) في بلدة أليجاني على الخط من مدينة أولين (إجمالي عدد السكان: 15000) عند مخرج 24 من الطريق السريع 86. يوجد بالجامعة مكتب بريد أمريكي خاص بها ويتم إدراجه كمكان منفصل مخصص للتعداد السكاني من قبل مكتب التعداد. العنوان البريدي للجامعة هو سانت بونافنتور في نيويورك 14778. يوجد في سانت بونافنتورا أيضًا مركز دراسات عليا ثانٍ في هامبورغ إحدى ضواحي بوفالو في حرم كلية هيلبرت.

## أكاديميون
يوجد بالجامعة أكثر من 50 برنامجًا أكاديميًا بما في ذلك برامج في كلية جاندولي للتواصل  وبرامج رعاية صحية ذات شهادات جامعية تُعد الطلاب لشغل وظائف في الطب أو طب الأسنان أو العلاج الطبيعي أو الصيدلة.

### البحث
تمتلك سانت بونافنتورا أيضًا مركزًا لدراسة الانتباه والتعلم والذاكرة وهي مبادرة مشتركة بين كلية التربية وكلية الآداب والعلوم تعزز البحث متعدد التخصصات وتزيد من الوعي بأهمية الاهتمام والتعلم في التعليم.

### الترتيب
في قائمة أفضل الجامعات الإقليمية لعام 2021 الصادرة عن يو إس نيوز آند وورلد ريبورت (بالإنجليزية: US News & World Report)‏ احتلت جامعة سانت بونافنتورا المرتبة رقم 6 من حيث القيمة والمرتبة 19 في الشمال.

## الحياة الطلابية

### وسائط
تم نشر صحيفة الحرم الجامعي مشروع بونا (بالإنجليزية: The Bona Venture)‏ بشكل مستمر منذ عام 1926. اشتهرت الصحيفة في الحرم الجامعي باسم The BV وقد حصلت على جائزة منظم ضربات القلب عدة مرات من أسوشيتد برس كوليجيت برس (بالإنجليزية: Associated Collegiate Press)‏ آخر مرة في عام 1994. تُعرف محطة راديو الطلاب بالمدرسة باسم دبليو سي بي دبليو 88.3 ذا بوز. في عام 2019 أصبحت نشرة الأخبار التي أنتجها الطلاب في مدرسة جاندولي للتواصل "SBU-TV" متاحة لمشاهدي التلفزيون في جميع أنحاء غرب نيويورك.

### الفولكلور الشعبي
قام توماس ميرتون الكاتب الديني بتدريس اللغة الإنجليزية في سانت بونافنتورا لمدة عام واحد فقط في بداية الحرب العالمية الثانية حيث كان يعيش في الحرم الجامعي في الطابق الثاني من قاعة ديفيروكس. في هذه المدرسة أعطى ميرتون أخيرًا مهنته وقرر الانضمام إلى ترابيست. دخل الدير في كنتاكي عام 1941. هناك فسحة على شكل قلب على جبل أمام الحرم الجامعي مرتبطة بميرتون في أسطورة الحرم الجامعي. يسميه بعض الطلاب «قلب ميرتون» ويزعمون أن ميرتون زار المكان كثيرًا وأن الأشجار سقطت عندما مات. في الواقع تم تنظيف سفوح التل للتنقيب عن النفط في عشرينيات القرن الماضي ونمت الأشجار مجددًا منذ ذلك الحين تاركة الرقعة الصلعاء.

## ألعاب القوى

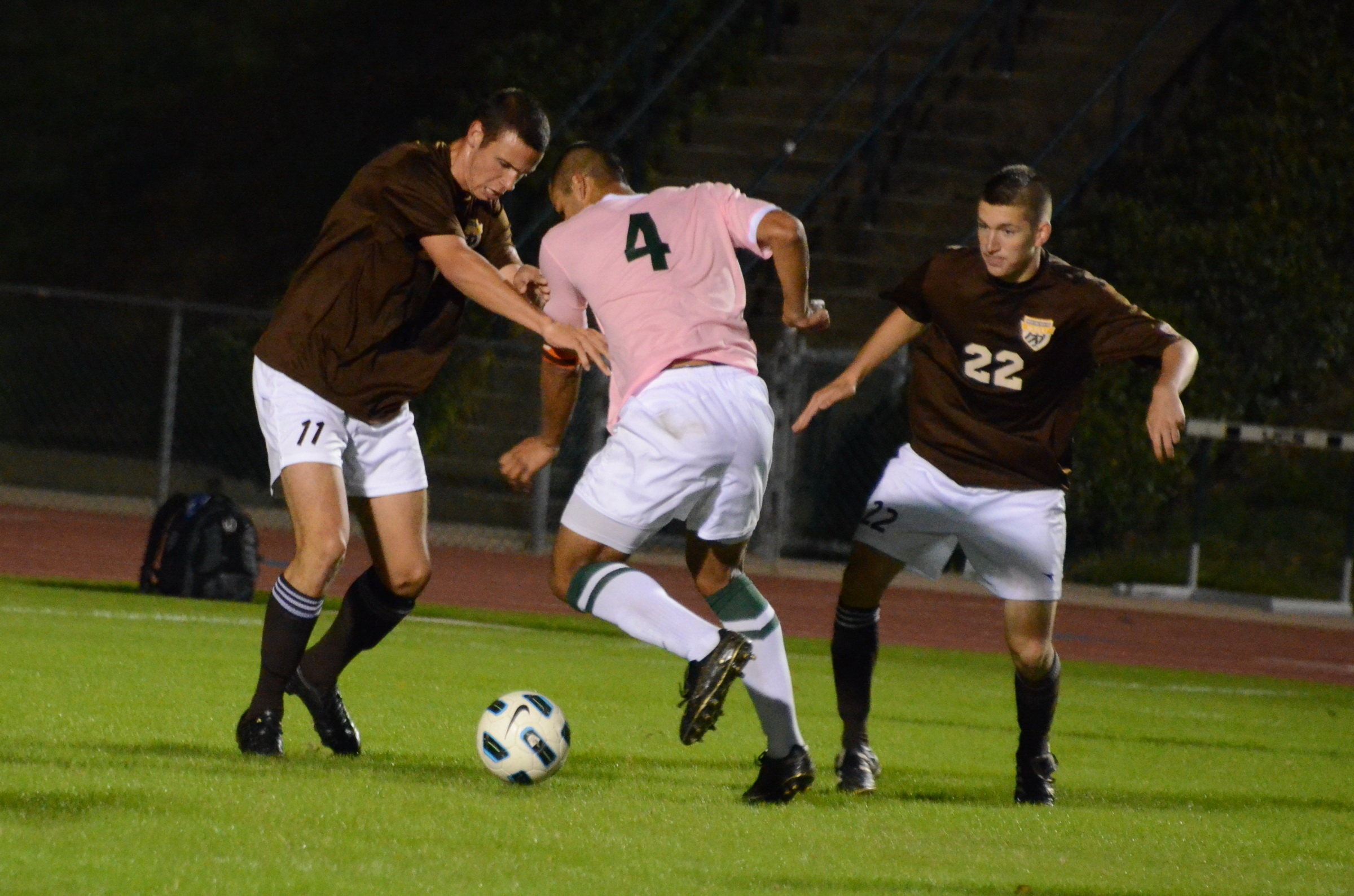
يلعب فريق سانت بونافنتشر بوني لكرة القدم للرجال ضد فريق شارلوت 49 لكرة القدم للرجال في عام 2013

سانت بونافنتورا عضو في القسم الأول من الرابطة الوطنية لرياضة الجامعات في مؤتمر أتلانتيك 10 ويقدم 19 برنامجًا رياضيًا جامعيًا. تُعرف برامج المدرسة باسم بونييز. وصل فريق الرجال إلى بطولة رابطة رياضات الجامعات لكرة السلة للرجال ما مجموعه 8 مرات كان آخرها في موسم 2020-2021.

## خريجون متميّزون
- جوليان أبيل، مهندس معماري
- ريتشارد أمسيل، رسام، حاصل على جائزة خريجي النجمة الفضية (بالإنجليزية: UArts Silver Star Alumni")‏ لعام 2009
- ماكسويل أتومز، رسام رسوم متحركة، مغامرات بيلي وماندي (بالإنجليزية: The Grim Adventures of Billy & Mandy)‏
- كاتي بالدوين، فنانة
- روبرت باربر، عضو فرقة هاي بليسز الموسيقية
- بو بارتليت، الرسام الواقعي المعاصر
- باسكوف، رسام ورسام
- إيرين بيدارد، ممثلة، صوت بوكاهونتاس
- هوارد بنسون، منتج موسيقى الروك، الحائز على جائزة جرامي
- ستان وجان بيرينستين، مؤلفا الدببة بيرنستين
- ميلاني بيلنكر، فنانة حرفية
- آدم بلاكستون، عازف قيثارة، مخرج موسيقى حائز على جائزة جرامي [22]
- مارك بليتزشتاين، ملحن
- أليكي براندنبرغ، مؤلف ورسام
- بريان برينكمان، رسام رسوم متحركة
- صموئيل جوزيف براون جونيور، فنان ومربي
- كلود كلارك، فنان، مربي فنون
- ستانلي كلارك، عازف جاز، حائز على جائزة إيمي وجائزة جرامي
- دو شيزيزا، مؤلف وكاتب مسرحي ومنتج مالاوي - وزير الشباب والرياضة والثقافة
- إيموري كوهين، ممثل، بروكلين
- جيل كوهين، فنان طيران
- سيسيليا كونديت، فنانة فيديو
- راشيل قسطنطين، رسامة
- ستيفن كوستيلو، تينور، أوبرا متروبوليتان
- جو دانتي، مخرج فيلم، جريملينز
- إيرف دوكتور، فنان ورسام
- هيذر دوناهو، ممثلة، مشروع الساحرة بلير (بالإنجليزية: The Blair Witch Project)‏
- جيمس دولين، رسام صور واقعية مشبعة
- جورج ميد إيزبي، حفيد جورج ميد وجامع التحف والفنون المشهورة
- هيذر ماي إريكسون، فنانة
- وارتون إيشيريك، حرفي، صانع طباعة
- روبن إيوبانكس، عازف موسيقى الجاز، مؤلف وموزع موسيقى الجاز، الحائز على جائزة غرامي
- تاتيانا فضلاليزاده، فنانة
- بول فيلدر، بالوكالة (2008)، مقاتل فنون القتال المختلطة محترف مع يو إف سي[23]
- كيت فلانيري، ممثلة، المكتب
- تشارلز فراسي، رسام الحياة البرية
- ميتا فو واريك فولر، نحات
- بول غولدبرغ، عازف الدرامز والمنتج
- الثعبان، مغني
- شيريل جولدسلجر، رسامة معاصرة
- سيدني جودمان، رسام[24]
- ديفيد جراهام، مصور مشهور للمناظر الطبيعية الأمريكية
- جاستن جواريني، وصيف الموسم الأول من أمريكان أيدول
- روجر هان، رسام كتب
- ناتالي هندراس، أستاذة وعازفة بيانو وملحن
- فرانسيس تيبتون هنتر، فنان ورسام
- جوديث جاميسون، راقصة ومصممة رقصات، مسرح ألفين أيلي للرقص الأمريكي ومسرح الباليه الأمريكي
- كارلتون جونز ليك، قائد الأوركسترا وقائد الكورال
- محمد كاظم فنان مفاهيمي
- إيل كينغ، المغني وكاتب الأغاني، والمؤلف
- هارولد كنير، رسام كاريكاتير ورسام
- كورتني لابريسي، راقصة، ماستر شيف (الموسم الخامس) متسابق وفائز.
- لاتشانز، ممثلة برودواي، الحائزة على جائزة توني
- لينه دينه، شاعر
- ايمي ماثيوز، الممثلة الأسترالية في مسلسل، ذهابا وإيابا
- مات مكاندرو، مغني وموسيقي، متسابق ذا فويس (الموسم الأمريكي 7). تحولت 3 كراسي، وسقطت على فريق آدم ليفين، وكان الوصيف الأول
- جون مكراي، رسام الواقعية الأمريكية - الفن البحري
- جوزيف منة نحات ونقاش
- كاثرين ميلهوس، فنانة / رسامة، حائزة على ميدالية كالديكوت
- فرانك مودل (1917-2016)، رسام كاريكاتير [25]
- آنا أورتيز، ممثلة، بيتي القبيحة والخادمات المخادعات (بالإنجليزية: Devious Maids)‏
- إيمي أوزاوا، فنانة
- ليزلي باريش، ممثلة وناشطة وبيئية وكاتبة ومنتجة
- ايرفينغ بن، رسام بورتريه المشاهير ومصور الأزياء
- فلو بيركنز، فنان زجاج
- فنسنت بيرسيشيتي، ملحن، أستاذ جويليارد
- ستيف باورز، فنان جرافيتي. المعروفة باسم آي إس بي أو. لوحة جدارية «رسالة حب من أجلك» في فيلادلفيا
- الأخوان كواي، تيموثي وستيفن، رسامو الرسوم المتحركة والمخرجون
- فلورنسا كيفار، مغنية أوبرا ميزو سوبرانو، أوبرا متروبوليتان
- جيمس رولف، مبتكر، أنغري فيديو غيم نيرد (بالإنجليزية: The Angry Video Game Nerd)‏
- آرلين روث، عازف جيتار، مؤدٍ، مؤلف، مدرس.
- أرنولد روث، رسام كاريكاتير
- تشارلز سانتور، رسام
- كال شينكل، رسام ومصمم جرافيك، متعاون فرانك زابا
- ريتشارد شولتز، مصمم أثاث
- لوكاس ستيل، فنان برودواي المعروف باسم ناتاشا وبيير والمذنب العظيم عام 1812
- كادي ستريكلاند، ممثلة، الحقد (بالإنجليزية: The Grudge)‏. 2006 «جائزة النجم الفضي لخريجي جامعة آرتس»
- نيكول ترانكويلو، مطربة، أمريكان أيدول (الموسم 6) متسابق
- كونستانس والتون، ملحن
- هيلين ل. فايس، ملحن
- صموئيل يلين حداد ونحات ومعلم

### الفائزون بجائزة بوليتسر
تفتخر المدرسة بستة فائزين بجائزة بوليتسر كخريجين  وحائز واحد على جائزة ألفريد آي دوبونت - جامعة كولومبيا وهو ما يعادل البث التلفزيوني لبوليتسر.
- دان باري 1980 مراسل لصحيفة نيويورك تايمز. فاز في عام 1994 عن التحقيقات الاستقصائية (الفساد في نظام محاكم رود آيلاند).
- بيل بريجز 1985 مراسل سابق لصحيفة دنفر بوست. فاز في عام 2000 للتقرير الإخباري العاجل (مذبحة مدرسة كولومبين الثانوية).[27]
- روبرت أ. دوبيل 1958 المحرر التنفيذي السابق لصحيفة يو إس إيه توداي. فاز عام 1980 للخدمة العامة (الكشف عن فضائح جمع الأموال الدينية).[28]
- جون هانشيت 1964 مدير التحرير السابق لجانيت جانيت أستاذ متقاعد للصحافة في سانت بونافنتورا. فاز عام 1980 للخدمة العامة (الكشف عن فضائح جمع الأموال الدينية).[28]
- تشارلز جيه هانلي 1968 مراسل وكالة أسوشيتيد برس. فاز في عام 2000 عن التحقيقات الاستقصائية (مذبحة نو غون ري).
- بريان تولان 1972 نائب رئيس هارتفورد كورانت. فاز في عام 1999 لتقارير الأخبار العاجلة (إطلاق النار في يانصيب كونيتيكت).

#### الفائزون بجائزة دوبونت كولومبيا
- تشارلي سبيشت 2010 كبير المراسلين الاستقصائيين في دبليو كا دبليو بي-تي في. فاز في عام 2020 للتقارير الاستقصائية عن الاعتداء الجنسي على رجال الدين والتستر من قبل الكنيسة الكاثوليكية.[29]